# Трживдар (герб)
Трживдар (пол. Trzywdar, Tria in donum) — польский дворянский герб.

## Описание
В красном поле три серебряных креста, из которых два целых, а третий со сломанным концом. Они сходятся между собой наподобие буквы Y. В трёх углах, образуемых крестами, помещается по золотой звезде. На шлеме в XVII веке изображали три страусовых пера. Название этого знамени геральдики объясняют тем, что в этом гербе всякая фигура изображается по три раза.

## Герб используют
Burzyński, Butyński, Bużyński, Bylica, Dąbrówka, Gąsiorowski, Jedwabiński, Kitkiewicz, Komelski, Kotelski, Kumelski, Kumulski, Łomieński, Łomiński, Mocarski, Moczarski, Полетыло (Poletyłło), Poletyło, Radłowski, Rajkowski, Rakowski, Raykowski, Rogienicki, Rossowski, Szwander, Тобилевичи (Tobilewicz), Tychoniewicz, Вышинские (Wyszyński), Żędzian